# Melmoth (Sudafrica)
Melmoth è un centro abitato del Sudafrica, situato nella provincia del KwaZulu-Natal.